# Гудридж (город, Миннесота)
Гудридж (англ. Goodridge) — город в округе Пеннингтон, штат Миннесота, США. На площади 0,5 км² (0,5 км² — суша, водоёмов нет), согласно переписи 2002 года, проживают 98 человек. Плотность населения составляет 202 чел./км².
- Телефонный код города — 218
- Почтовый индекс — 56725
- FIPS-код города — 27-24470[1]
- GNIS-идентификатор — 0644226[2]